# Едгар Варез
Едгар Варез (на френски: Edgard Victor Achille Charles Varèsee) френско-американски композитор (1883 – 1965).
Въпреки че общото времетраене на неговите композиции се равнява на едва три астрономически часа, той „повече от всеки друг, носи завоевателския, откривателския, смелия дух, който дефинира човека на ХХ век.“ Неговата личност оставя своя траен отпечатък в музикалния живот от това време – епоха на динамични трансформации, на разчупване на музикалните традиции, на новаторство в композиторските практики и на обогатяване на музикалния език чрез нови изразни средства, сред които своето място заема и електрониката. Като един от дръзките експериментатори на своето време, Едгар Варез се свързва изключително със зараждането на електронната и електроакустичната музика, още преди легитимирането ѝ като едно от ярките и дори революционни музикални явления.

## Биография

### Детско-юношески период
Едгар Варез е роден в Париж, Франция, на 22 декември 1883 г. Той е първото дете на Хенри и Бланш-Мари Варез. Ранните си години Е. Варез прекарва в Париж и във Вилар (на френски език Le Villars) – селце в Бургундия, от където е семейството на майка му. Вилар заема специално място в сърцето на композитора – според Луиз Варез той винаги го споменава с плам и любов, най-вече заради дядо си Клод Корто, с когото е имал изключително топли взаимоотношения. В тази връзка самият Едгар Варез споделя: „Аз съм бургундец, въпреки че съм роден в Париж. (…) Там (бел.моя – във Вилар, Бургундия) израснах и си спомням как мразех да се връщам за училище в Париж при семейството ми. По-късно, когато бях студент в Парижката Консерватория и след това, като живеех в Берлин, често отскачах за ваканции до Вилар и оставах там при дядо ми. (…) Една от ранните ми композиции – първата ми оркестрова творба, която бе изпълнена пред публика (през 1910 г. в Берлин), нарекох Bourgogne в негова чест и му я посветих.“ 

През 1892 г. семейството на Варез се мести в Торино, Италия, където той е искал да учи музика, но баща му, който е инженер, настоява синът му да последва неговите стъпки в инженерното поприще. Въпреки конфликта между баща и син относно професионалното бъдеще на младия Едгар Варез, именно техническото образование оказва решаваща роля за формирането му като композитор и като личност въобще. През 1900 г., тайно от баща си Едгар Варез започва частни музикални уроци (по хармония и полифония) при Джовани Болзони – тогавашния директор на Торинската Консерватория. Виждайки заложбите на младия Е. Варез и предначертавайки му бляскаво музикално бъдеще, Дж. Болзони сам настоява пред бащата на бъдещия композитор да му позволи да продължи с обучението по музика. Така се стига до 1903 г., в която след поредния конфликт между баща и син (прераснал във физическа саморазправа), Едгар Варез напуска завинаги дома си в Торино и отива в Париж с амбицията да продължи музикалното си обучение и да превърне музиката в свой професионален път.

### Формиране на музикалните възгледи. Париж и Берлин
През 1903 г. френската столица е в епицентъра на зараждащата се нова европейска културна вълна – Париж е „мястото за срещи на всички онези хора бленуващи ХХ век“. В тази атмосфера попада и едва двадесетгодишния Е. Варез. През 1904 г. той е приет в Скола Канторум, където изучава композиция и симфонична оркестрация при Венсан д‘Енди, полифония (фуга и контрапункт) при А. Русел и средновековна, ренесансова и барокова музика при Ш. Борд. За да се изхранва той работи като библиотекар и копист на партитури. В началото на 1905 г. Е. Варез кандидатства в Парижката Консерватория, където е приет и напуска Скола Канторум. Въпреки добрите си резултати и в двете учебни заведения, Е. Варез не се чувства комфортно в парижкия академичен климат. За няколко години във френската столица той се запознава с редица артисти сред които Пабло Пикасо, Хулио Гонзалес, Гийом Аполинер, Леон Дьобел, Клод Дебюси, Ерик Сати и други. Близките му социални контакти са предимно с художници, поети, писатели, архитекти и изобретатели и значително по-малко с музиканти (това е тенденция, която се запазва до края на живота му). Вследствие на това и след придобиването на достатъчно познания и умения, у Едгар Варез започва да се формира специфична музикална визия и музикален изказ, които са в разрез с консервативните традиции на парижката музикално-академична среда. Така в края на 1907 г. Е. Варез се мести в Берлин – „град, който го привлича с по-благоприятния си музикален климат“. По време на престоя си в Париж Едгар Варез композира следните оркестрови творби: Trois pièces, La chanson des jeunes hommes, Le Prélude à la fin d’un jour, Rhapsodie romane и Bourgogne (завършена по-късно в Берлин).
Едгар Варез живее в Берлин до началото на Първата световна война. В този период младият композитор се запознава с редица творци, сред които Феручо Бузони, Рихард Щраус, Густав Малер, Ромен Ролан, Огюст Роден, Хуго фон Хофманстал и други. Някои от тези познанства се превръщат в топли приятелства, като редица от тези личности оказват огромно влияние върху формирането на музикалните му възгледи. Годините в Берлин минават под знака на бедност и редица трудности в музикалното поприще. Въпреки това, младият композитор не спира творческата си дейност. Композициите му от този период са оркестровите творби Gargantua (незавършена), Mehr Licht, Les Cycles du Nord и незавършената опера Oedipus die Sphynx. Е. Варез остава в Берлин до началото на войната, след което се връща обратно в Париж, където е мобилизиран във френската армия. През 1915 г. Е. Варез е освободен от военна служба заради влошено здравословно състояние (двустранна пневмония). Това му дава възможност да осъществи пътуване до Ню Йорк, САЩ запланувано като няколко-седмичен престой. На 29 декември 1915 г. той пристига в Ню Йорк – градът, който ще се превърне в негов дом.

### Ню Йорк – Новият свят и нови музикални хоризонти
Едгар Варез стъпва на американска земя с 90 долара в джоба и знаейки две думи на английски език. Той започва работа отново като копист на партитури и преподава уроци по музика, за да се издържа. Композиторът постепенно навлиза в музикалните кръгове на Ню Йорк и ангажиментите не закъсняват – той дирижира редица оркестри с разнородна музикална програма и като диригент бива посрещнат изключително позитивно както от публиката, така и от музикалната критика. Уви, като композитор Е. Варез няма да се радва на такова топло посрещане на предстоящите премиери на собствените си музикални творби.
Освен диригентската и композиторската си дейност, Едгар Варез започва и редица проекти с обществено-културно значение: През 1919 г. той основава Нов симфоничен оркестър в Ню Йорк, създаден специално за изпълнение на нова музика. Две години по-късно основава и ICG – International Composers` Guild (Гилдия на международните композитори). А през 1922 г. по време на пътуване в Берлин основава съвместно с Ф. Бузони немската ICG Internationale Komponisten Gilde (Международна Композиторска Гилдия). Е. Варез създава тези организации с цел да се изпълняват и популяризират произведенията на композиторите от ХХ век. Благодарение на тези организации и най-вече на упоритата работа на Е. Варез, в Америка се състоят премиерите на творби на Хенри Кауъл, Чарлз Айвс, Бела Барток и много други композитори. През 1927 г. Е. Варез разпуска гилдията и година по-късно основава Pan-American Association of Composers (Пан-Американска асоциация на композиторите). Междувременно той вече е женен за Луиз Нортън и е получил американско гражданство.
Малко след пристигането си в САЩ, Едгар Варез започва да представя пред американската публика своите революционни теории за музиката и музикалната композиция, въплътени в неговите творби. През 20-те години се състоят премиерите на редица негови произведения написани в този период: Offrandes през 1922 г., Hyperprism през 1923 г., Octandre през 1924 г., Intégrales през 1925 г., Amériques през 1926 г. и Arcana през 1927 г. Както всичко „ново“, музиката на Е. Варез е посрещната със сериозна съпротива. По-голямата част от публиката и критиката просто не са в състояние да я разберат, тъй като тя представлява радикален скок във времето. Диаметрално противоположните отзиви, граничещи с бунт се превръщат в тенденция за начина, по които музиката на Е. Варез резонира в обществото. Въпреки това, той остава верен на своите творчески търсения и концепции – дори това да означава да трябва да прекоси отново Атлантика. Така през октомври 1928 г. Е. Варез заминава за Париж.

### Между САЩ и Европа – завръщане в Париж, завръщане в Ню Йорк
Едгар Варез решава да замине за Париж по няколко причини. От една страна това са електронните инструменти разработени от Рене Бертран и Морис Мартено, които композиторът е бил нетърпелив да види и изпробва. От друга страна, той е имал намерение да създаде школа по композиция. За съжаление това му намерение търпи неуспех, въпреки заниманията на композитора с няколко ученици. Към всичко това не може да не се отчете и фактът, че единствената композиция на Е. Варез прозвучала в Париж до този момент е била Octandre. Логично авторът е планирал да запознае парижката публика и с други свои произведения. Така във френската столица следват премиерите на Intégrales и Amériques през 1929 г., на Offrandes (с Octandre в същата програма) през 1930 г. и Arcana през 1932 г. Ако музиката на Е. Варез в САЩ е приемана с противоречиви реакции, то много по-консервативният Париж категорично отказва да я възприеме – критиката е унищожителна, публиката е потресена. Сред отзивите в специализираната преса се срещат единици с оценка, различна от негативната.
Е. Варез остава в Париж 5 години. През тях той започва работа по нови композиции, някои от които така и не добиват завършен вид, но други биват завършени. След завръщането на композитора в Ню Йорк през септември 1933 г., те са представени: Ionisation същата година, Ecuatorial през 1934 г. и Density 21.5 през 1936 г. Още докато е в Париж, обнадежден от колаборацията си с Рене Бертран, през 1932 г. Е. Варез кандидатства за стипендията Гугенхайм, с надеждата да продължи проучванията си за създаване на електронен музикален инструмент. Както във всеки друг проект, с който композиторът се захваща, така и в случая той е изключително упорит и след първоначалния отказ прави повторни опити до 1936 г. За съжаление нито един от тези опити не се увенчава с успех.
След прибирането си в САЩ Едгар Варез се запознава с Лев Термен, който по това време вече живее в Ню Йорк. Композиторът се допитва до руския изобретател относно изработването на нов инструмент за произведението, по което е работел по това време – Ecuatorial. Термен изработва два такива инструмента, които са използвани за премиерата на творбата на 15 април 1934 г. в Ню Йорк. Тенденцията за неразбиране на музиката на Едгар Варез от страна на публика и критика се запазва. Редицата неуспехи започват да имат своето отражение върху личността на композитора. Биографичните изследвания сочат, че около 1935 г. Е. Варез вече страда от сериозна депресия. За отчаянието на твореца свидетелстват последвалите близо 15 години творческо „мълчание“.

### 'Творческо мълчание – от пустинята до Dèserts[19]
В средата на 1936 г. Едгар Варез се мести в Санта Фе, Ню Мексико. Пътуването му е планирана ваканция, но композиторът остава там в продължение на 4 години. Санта Фе се намира близо до пустиня. Според Ф. Уелет той неслучайно се мести в близост до пустинята – тя се превръща в „символ на възприятието на неговите дръзки/смели идеи, на неговите мечти, на вътрешния му свят, на творбите му.“ Сякаш Е. Варез търси онази хармония със заобикалящата го природа, която да импонира на неговото дълбоко отчаяние; сякаш той съзнателно избира тишината на пустинята на Санта Фе, пред шума на мегаполиса Ню Йорк. Едгар Варез остава мълчалив през следващите 15 години. Или поне що се отнася до музиката. Колкото до теоретичната и преподавателската му дейност – в този период Е. Варез изнася редица лекции, дава интервюта, води курсове по съвременна музика, композиция и оркестрация, както в САЩ, така и в Дармщат, Германия. Композиторът не спира и опитите си да създаде специализирана музикална лаборатория за разработване на електронни музикални инструменти, но всеки от тях е неуспешен. След годините на самоизолация в Санта Фе, през 1940 г. Едгар Варез се връща в Ню Йорк. Но и в следващите десетина години, той не успява да завърши почти нито една своя композиция. Музикалните му идеи и проекти са толкова мащабни, че са невъзможни за реализация или поне не и с наличните по това време технологии. Биографичните източници, както и кореспонденцията на Едгар Варез от този период на творческо мълчание сочат, че композиторските му опити са хаотични и неудовлетворителни – много често той сам е унищожавал работните си скици. Единственото прекъсване на „тишината“ е произведението му Etude pour Espace за две пиана, перкусии и смесен хор с премиера на 20 април 1947 г. в Ню Йорк.
След всички трудности и тежката изолация, сякаш късметът на Е. Варез се обръща, когато в края на 1952 г. той получава магнетофон Ампекс модел 401A от анонимен дарител. Този подарък е повратната точка, която прекъсва творческото мълчание на композитора и той бързо започва работа по електронните интерполации на новата си композиция за оркестър и магнетофонна лента Dèserts. Важно е да се отбележи, че през 50-те години на ХХ век технологиите вече са на необходимото ниво да навлязат в музикалните практики; вече съществуват специализирани електронни студиа и музикалните направления Конкретна и Електронна музика. Това, което през 20-те години на същия век е било утопия за Е. Варез, вече е факт. Така, дареният лентов магнетофон Ампекс 401A се превръща в символ на над 30 години мъчително очакване на технологиите да влязат в крак с новаторската му композиторска мисъл. Най-накрая настъпва ерата на електрониката. Едгар Варез е на седемдесет години.

### Нова ера в музиката и нова ера за Едгар Варез
В заника на своя жизнен път, Едгар Варез отваря нова творческа страница – тази на електронната музика. Редица отколешни музикални въжделения на композитора намират своята реализация през 50-те години на ХХ век. Едно от тях е възможността да работи в специализирана музикална лаборатория. Това се случва през 1954 г. – по покана на Пиер Шафер композиторът посещава парижкото Studio d’Essai de la Radiodiffusion française, където завършва работата си върху първата си творба за магнетофонна лента и оркестър Déserts . На 2 декември същата година е и премиерата на Déserts, в изпълнение на Orchestre National, под диригентството на Херман Шерхен.
Три години по-късно, през 1957 г. Едгар Варез отново има възможността да работи в специализирана лаборатория – този път в лабораториите на Филипс, в Айндховен, Холандия. Поводът е предстоящото през 1958 г. Световно изложение в Брюксел и специално конструираният Павилион на Филипс по проект и дизайн на Льо Корбюзие. Едгар Варез е натоварен със задачата да напише музиката, която е основна част от този „пространствен – цветови – светлинен – музикален проект“. Произведението е наречено Poème Électronique и е не само „една от ключовите творби в музиката на ХХ век“, но е и своеобразен връх в музикалната кариера на композитора. Следват години на международно признание, в които Едгар Варез изнася редица лекции, гостува на разнообразни международни форуми, негови произведения все по-често биват включвани в концертните програми. Той не спира и композиторската си дейност – през 1961 г. в Ню Йорк е премиерата на композицията му Nocturnal – пиесата е за сопран, мъжки хор и инструментален ансамбъл: брас, ударни, орган и два Онд-Мартено. Според Ф. Уелет, в началото на 60-те години на ХХ век Едгар Варез е прекарвал много време размишлявайки над поемата на Анри Мишо „Dans la nuit“ (на български език – „В нощта“):
„В нощта,
в нощта,
слях се ведно с нощта…“
Около тази строфа се въртят поредните творчески идеи на композитора, носещи за работни заглавия едноименното Dans la nuit, Nocturnal II и Nuit.
След толкова дълго очакване на технологиите да „влязат в ритъма“ на неговата композиторска мисъл, Едгар Варез (вече в осемдесетте си години) сякаш няма силите и енергията да издържи на техния ритъм на бурно развитие. Човечеството е изправено пред началото на компютърната ера – едва „прегърнала електрическото“, музиката е на прага на „дигиталното“. В тази връзка не бива да е изненадващ фактът, че в последните си години, композиторът, който цял живот нетърпеливо е отправял взор към бъдещето, се завръща към миналото, към своите корени. Последната композиция на Едгар Варез Nuit е за соло сопран и камерен състав от духови и перкусионни инструменти. Макар да остава незавършена, източниците сочат, че композиторът не е предвиждал употребата на каквато и да било електроника. На 6 декември 1965 г. Едгар Варез завинаги се слива „ведно с нощта“ – той издъхва на 82 години в Университетската болница в Ню Йорк.